# Palais des congrès de Royan
Pour les articles homonymes, voir Palais des congrès.

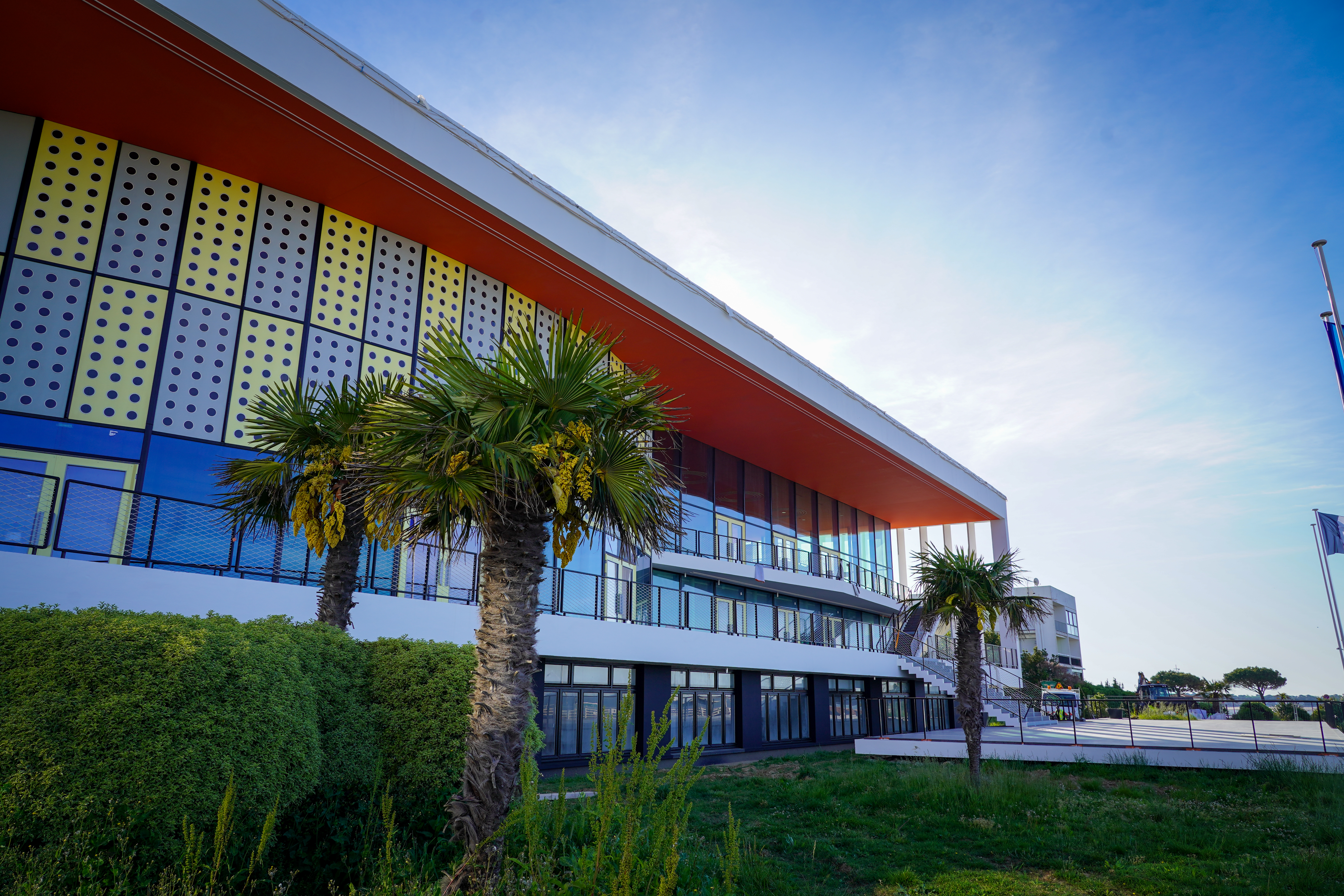
Façade du Palais Royan Évènements, mai 2023

Le palais des congrès de Royan est l'un des édifices emblématiques de la ville de Royan, en Charente-Maritime. Œuvre de l'architecte Claude Ferret, assisté de Pierre Marmouget et André Courtois, cet édifice caractéristique de l'architecture moderniste est labellisé « Patrimoine du XXe siècleen 2004 puis inscrit au titre des monuments historiques en 2011.

## Historique

### Construction
Édifié entre 1954 et 1957 afin de doter la ville d'un centre de congrès, cet édifice abrite à l'origine une salle de spectacle modulable, dix salles de commission, un hall de réception ainsi qu'un restaurant.
D'un point de vue architectural, il s'agit d'une structure cubique en béton armé, à l'architecture adoucie par le mouvement oblique d'escaliers extérieurs et par la subtile imbrication de parois convexes internes. 

### Remaniement
À l'origine largement ouvert sur l'estuaire de la Gironde, il est fermé dans les années 1970 par une paroi toute en verre. À la même époque, il est agrandi sur les jardins d'un cube transparent. 
Le palais des congrès est ainsi aménagé entre 1972 et 1975 par les architectes Marc Quentin et Michel Legrand. Une peinture murale pour la nouvelle cage d'escalier est commandée à l'artiste Nadu Marsaudon en 1977. 

### Requalification
Le palais est inscrit au titre des monuments historiques en 2011.
Abritant les locaux de l'office du tourisme, le palais est ensuite en attente de reconversion. Le conseil municipal du 15 octobre 2007 confirme la décision de démolir le cube de verre et de réhabiliter le bâtiment d'origine pour en faire un pôle événementiel de spectacle et rencontre. Cette décision est remise en cause depuis 2008. En 2013, le devenir du bâtiment demeure incertain.
En 2017, un concours est lancé par la ville pour la requalification du palais des congrès. La compétition est remportée par le cabinet d'architecture Atelier Ferret, mandataire, associé à l'architecte en chef des monuments historiques François Chatillon, le scénographe dUCKS scéno et le cabinet d'économie de la construction Deloménie. La livraison affichée alors est pour l'année 2021. 
En 2023, la libération du Palais est intervenue : l'office du tourisme fait face à la Poste. La déconstruction est achevée. Le centre communal d'interprétation de l'architecture et du patrimoine occupe dès lors le niveau 0 du palais. Lors de la séance du 2 mars, la municipalité de Royan vote une délibération pour demander à la Direction régionale des Affaires culturelles d'envisager un classement au titre des monuments historiques. Le bâtiment rénové est inauguré le 26 juin 2023.

Le bar du palais des congrès
La rotonde
Le palais des congrès (extérieur)
Le palais des congrès (extérieur)